# Память Азова (яйцо Фаберже)

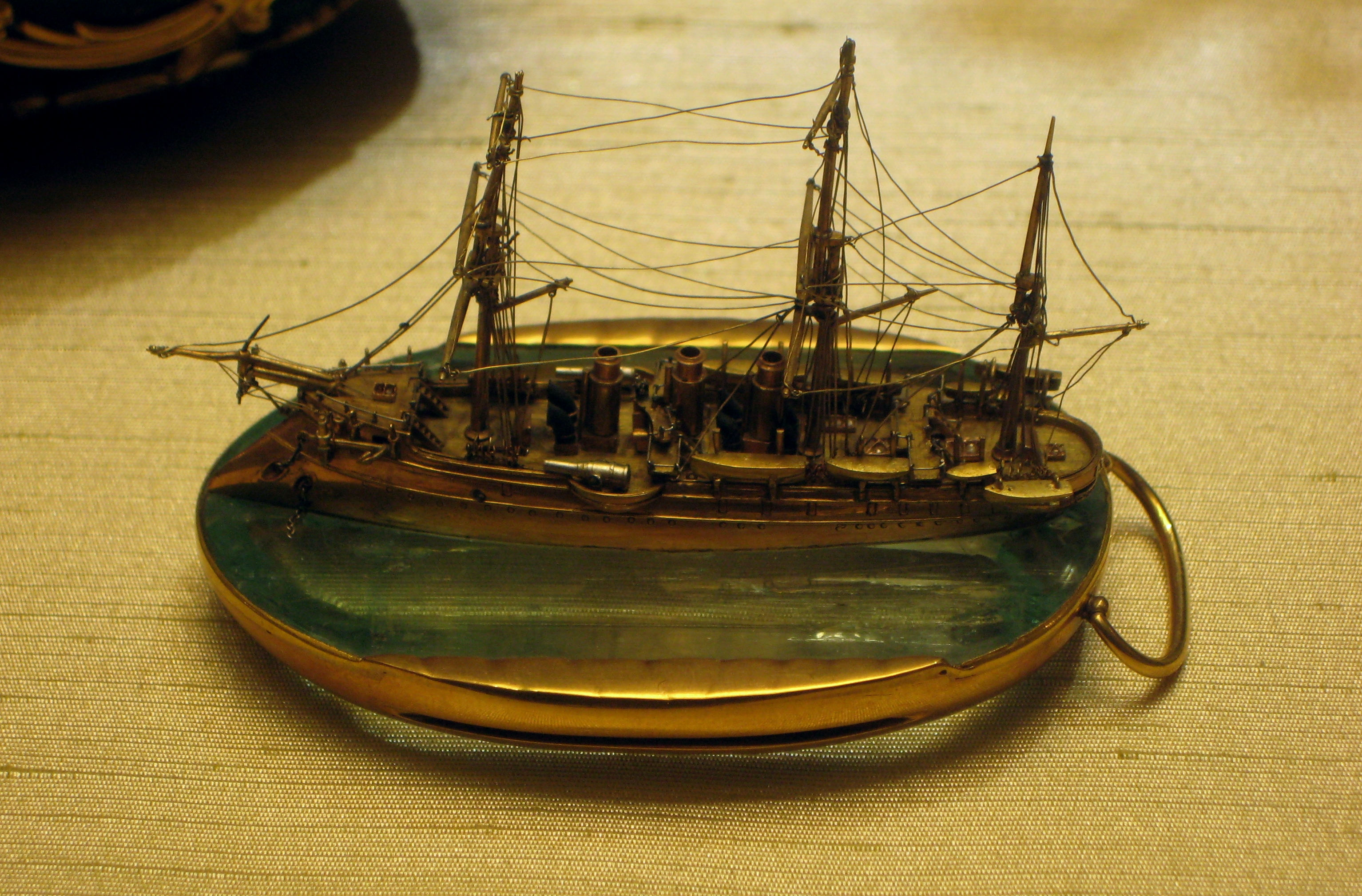
Модель крейсера «Память Азова»

Память Азова — это ювелирное яйцо, одно из пятидесяти двух императорских пасхальных яиц, изготовленных фирмой Карла Фаберже для русской императорской семьи. Оно было создано в 1891 году для императора Александра III и подарено на Пасху его супруге, императрице Марии Фёдоровне. В настоящий момент яйцо находится в музее Оружейной палаты в Москве (зал 2, витрина 20) и остаётся одним из немногих яиц Фаберже, не покидавших пределы России.

## Дизайн
Вырезанное из цельного куска гелиотропа яйцо «Память Азова» выполнено в стиле Людовика XV. Оно покрыто ажурными золотыми орнаментами в стиле рококо, инкрустированными бриллиантами и золотыми цветками. Широкая золотая кайма в месте соединения двух половинок яйца украшена рубином и двумя бриллиантами. Отделка внутренней части яйца выполнена зелёным бархатом.

## Сюрприз
Сюрпризом яйца является миниатюрная модель крейсера Российского императорского флота Память Азова, выполненная из красного и жёлтого золота и платины с маленькими бриллиантами в качестве стёкол, установленная на пластине из аквамарина, имитирующего воду. На корме судна выгравировано название «Азов». Подставка имеет золотую рамку с петлёй для удобного извлечения из яйца.

## История
Яйцо было сделано в память о путешествии цесаревича Николая II и великого князя Георгия Александровича на крейсере Память Азова по Дальнему Востоку в 1890 году. Путешествие было совершено по совету их родителей с целью расширения кругозора будущего царя и его брата. В то время великий князь Георгий Александрович болел туберкулёзом, а длительное плавание только его усугубляло; цесаревич же Николай стал жертвой покушения в Японии («Инцидент в Оцу»), получив несколько ран. Хотя яйцо было подарено императрице до этих происшествий, по-видимому, оно никогда не было в списке избранных ею ювелирных яиц.